# Aleksandros Dziolis
Aleksandros Dziolis (gr. Αλέξανδρος Τζιώλης, Aléxandros Tziṓlīs; ur. 13 lutego 1985 w Katerini) – grecki piłkarz grający na pozycji defensywnego pomocnika.

## Kariera klubowa
Karierę piłkarską Dziolis rozpoczął w małym klubie o nazwie Apollon Litochoriou. Trenował w nim od 1995 do 2002 roku, kiedy to zgłosił się po niego pierwszoligowy Panionios GSS. W jego barwach zadebiutował 1 grudnia w zremisowanym 1:1 meczu z zespołem Kallithea FC. W pierwszym sezonie spędzonym w Panioniosie był rezerwowym i zajął 5. miejsce w lidze, ale już w sezonie 2003/2004 zaczął częściej występować w wyjściowej jedenastce. Zdobył 3 gole w lidze, ale w następnym sezonie ani razu nie trafił do siatki, mimo tego zainteresowały się nim czołowe kluby Grecji.
Ostatecznie latem 2005 za 650 tysięcy euro Dziolis trafił do stołecznego Panathinaikosu. 24 września rozegrał dla „Koniczynek” swój pierwszy mecz w lidze. Ateńczycy pokonali w nim 3:0 poprzedni klub Dziolisa, Panionios. Z czasem zaczął grać w pierwszym składzie, nie tylko w lidze, ale i w rozgrywkach Ligi Mistrzów. Zarówno w 2006, jak i 2007 i 2008 roku zajmował z Panathinaikosem 3. pozycję w Alpha Ethniki. W 2007 roku wystąpił w finale Pucharu Grecji, ale Panathinaikos uległ w nim 1:2 Larisie. 9 stycznia 2009 roku Dziolis został wypożyczony na pół roku do Werderu Brema. 29 stycznia 2010 odszedł do włoskiej Sieny, a latem wypożyczono go do Racingu Santander.
W 2012 roku przeszedł do AS Monaco. W sezonie 2012/2013 był wypożyczony do APOEL FC. W 2013 roku przeszedł do PAOK FC. W 2014 roku był wypożyczony do Kayserisporu.
| Sezon   | Klub                    | Kraj      | Rozgrywki          | Mecze | Bramki | Rozgrywki Europy   | Mecze | Bramki |
| ------- | ----------------------- | --------- | ------------------ | ----- | ------ | ------------------ | ----- | ------ |
| 2002/03 | Panionios GSS           | Grecja    | Alpha Ethniki      | 14    | 0      | -                  | -     | -      |
| 2003/04 | Panionios GSS           | Grecja    | Alpha Ethniki      | 20    | 3      | Liga Europy UEFA   | 1     | 0      |
| 2004/05 | Panionios GSS           | Grecja    | Alpha Ethniki      | 27    | 0      | Liga Europy UEFA   | 4     | 0      |
| 2005/06 | Panathinaikos AO        | Grecja    | Alpha Ethniki      | 21    | 1      | Liga Mistrzów UEFA | 4     | 0      |
| 2006/07 | Panathinaikos AO        | Grecja    | Alpha Ethniki      | 24    | 2      | Liga Europy UEFA   | 7     | 0      |
| 2007/08 | Panathinaikos AO        | Grecja    | Alpha Ethniki      | 27    | 2      | Liga Europy UEFA   | 8     | 0      |
| 2008/09 | Panathinaikos AO        | Grecja    | Alpha Ethniki      | 10    | 0      | Liga Mistrzów UEFA | 5     | 1      |
| 2008/09 | Werder Brema (wyp.)     | Niemcy    | Bundesliga         | 15    | 1      | Liga Europy UEFA   | 8     | 0      |
| 2009/10 | Panathinaikos AO        | Grecja    | Alpha Ethniki      | 2     | 0      | -                  | -     | -      |
| 2009/10 | AC Siena                | Włochy    | Serie A            | 13    | 0      | -                  | -     | -      |
| 2010/11 | Racing Santander (wyp.) | Hiszpania | Liga BBVA          | 10    | 0      | -                  | -     | -      |
| 2011/12 | Racing Santander        | Hiszpania | Liga BBVA          | 12    | 0      | -                  | -     | -      |
| 2011/12 | AS Monaco               | Francja   | Ligue 2            | 3     | 0      | -                  | -     | -      |
| 2012/13 | APOEL FC (wyp.)         | Cypr      | Protathlima A      | 30    | 0      | -                  | -     | -      |
| 2013/14 | PAOK FC                 | Grecja    | Superleague Ellada | 19    | 1      | -                  | -     | -      |
| 2013/14 | Kayserispor             | Turcja    | Süper Lig          | 15    | 0      | -                  | -     | -      |

## Kariera reprezentacyjna
W latach 2001–2005 Dziolis rozegrał 12 spotkań i zdobył 1 bramkę w młodzieżowej reprezentacji Grecji U-21. W pierwszej reprezentacji zadebiutował 21 stycznia 2006 roku w zremisowanym 1:1 towarzyskim spotkaniu z Koreą Południową. W 2008 roku został powołany przez Otto Rehhagela do kadry na Euro 2008. Był też w kadrze Grecji na MŚ 2010 i MŚ 2014.